# Spona (film)
Spona – polski film fabularny z 1998, ekranizacja powieści Sposób na Alcybiadesa Edmunda Niziurskiego. Równolegle powstał serial Sposób na Alcybiadesa, w trzech odcinkach po 56–57 minut, który jednak premierę miał dopiero w 2001.

## Fabuła
Warszawa, rok 1969. Ciamciara, Zasępa i Słaby – uczniowie renomowanego męskiego liceum im. Samuela Lindego – oraz ich klasa została uznana za niezbyt mądrą, na co nauczyciele, zwani w gwarze uczniowskiej „gogami”, postanawiają zwiększyć swoją aktywność wobec całej szkoły. To natomiast nie podoba się pozostałym uczniom, zwłaszcza maturzystom. Ciamciara, Zasępa i Słaby poddani podwójnej presji dochodzą do wniosku, że muszą jakoś uspokoić gogów. Dowiedziawszy się, że maturzyści dysponują tzw. sposobami na wszystkich gogów, w końcu decydują się na ich zakup. Stać ich tylko na „SPONA”, czyli sposób na Alcybiadesa, niegroźnego profesora historii. Metoda błyskawicznie przynosi skutki. Nieoczekiwanie uszczęśliwiony Alcybiades zaczyna chwalić się swymi rzekomymi sukcesami pedagogicznymi przed resztą nauczycieli i delegacją zaprzyjaźnionej szkoły z Otwocka.

## Obsada
- Władysław Kowalski – historyk Tymoteusz „Alcybiades” Misiak
- Łukasz Lewandowski – Marcin „Ciamcia” Ciamciara
- Tomasz Bednarek – Marcin „Ciamcia” Ciamciara (głos)
- Radosław Elis – Zenon Zasępa
- Jacek Liwot – Jacek „Słaby” Słabiński
- Jacek Bończyk – Jacek „Słaby” Słabiński (głos)
- Krzysztof Kowalewski – dyrektor „Dyr”
- Andrzej Nejman – Juliusz „Szekspir” Lepki
- Jarosław Jakimowicz – „Alibaba”
- January Brunov – „Alibaba” (głos)
- Sebastian Konrad – Wątłusz
- Cezary Kosiński – „Szlaja”
- Karolina Gruszka – Ola
- Aleksandra Woźniak – Ania
- Sławomir Orzechowski – polonista „Żwaczek”
- Andrzej Grąziewicz – matematyk „Dziadzia”
- Magdalena Warzecha – geograficzka „Kalino” Kalinowska
- Sławomir Pacek – chemik Fąfara
- Ewa Błaszczyk – dyrektorka Luba Orłowa
- Jacek Wolszczak – Jacek Babinicz
- Dominik Łoś – Kicki
- Jan Jurewicz – pszczelarz
- Anna Ciepielewska – sprzątaczka Więckowska

## Ścieżka dźwiękowa
Piosenki i muzyka z filmu Spona – ścieżka dźwiękowa z filmu ukazała się w 1998 roku, nakładem wytwórni muzycznej PolyGram Polska. Na wydawnictwie znalazły się 22 utwory, w wykonaniu takich artystów, jak: Kuba Sienkiewicz, Tadeusz Nalepa, Edytoriał, Mika Urbaniak, Grzegorz Markowski, Andrzej Zieliński, Jacek Zieliński, Maleo, Wzgórze Ya-Pa 3, Bolec, Norbi, Leszek Możdżer, Joszko Broda, Anna Maria Jopek, Karolina Gruszka oraz tria w składzie: Adam Cegielski, Andrzej Jagodziński, Henryk Miśkiewicz.
Lista utworów
Opracowano na podstawie materiału źródłowego.
1. Kuba Sienkiewicz – „Wydaj mi sponę” – 2:31
2. Tadeusz Nalepa, Edytoriał, Mika Urbaniak – „Tęcza” – 3:33
3. Mika Urbaniak, Edytoriał – „Głowa” – 3:30
4. Grzegorz Markowski, Mika Urbaniak – „Wymyśliłem ciebie” – 4:18
5. Kuba Sienkiewicz – „Tańczmy do końca” – 3:29
6. Grzegorz Markowski – „Jeszcze swój egzamin zdasz” – 2:08
7. Andrzej Zieliński, Jacek Zieliński – „Dwudzieste szóste marzenie” – 3:41
8. Maleo – „Kiedyś będzie 1 x” – 4:02
9. Grzegorz Markowski – „Chyba, że mnie pocałujesz” – 3:46
10. Wzgórze Ya-Pa 3 – „Spona kupiona, przepłacona” – 3:29
11. Wzgórze Ya-Pa 3 – „Sen” – 4:09
12. Mika Urbaniak, Bolec – „Dobre wibracje” – 4:47
13. Norbi – „Pierwsze kochanie” – 3:20
14. Leszek Możdżer – „Preludium e-moll” (utwór instrumentalny) – 1:44
15. Joszko Broda – „Tyniok” – 2:06
16. Anna Maria Jopek – „Uciekaj, uciekaj” – 2:02
17. Trio (Adam Cegielski, Andrzej Jagodziński, Henryk Miśkiewicz) – „Preludium e-moll” (utwór instrumentalny) – 1:50
18. Karolina Gruszka – „Pieśń o szczęściu” – 1:10
19. Tadeusz Nalepa – „Karuzela” (utwór instrumentalny) – 3:07
20. Trio (Adam Cegielski, Andrzej Jagodziński, Henryk Miśkiewicz) – „Bach” (utwór instrumentalny) – 6:08
21. Tadeusz Nalepa – „Sposób na Alcybiadesa” (utwór instrumentalny) – 1:58
22. Kuba Sienkiewicz – „Niespodzianka z dziadkiem” – 3:58

Twórcy
Opracowano na podstawie materiału źródłowego.
| - Marcin Pospieszalski – gitara basowa, kontrabas, instrumenty klawiszowe, sitar, muzyka - Tadeusz Nalepa – gitara, muzyka - Tomasz Grochowalski – instrumenty perkusyjne, gitara basowa - Kuba Sienkiewicz – śpiew, gitara - Michał Muzolf – gitara basowa - Michał Grymuza – gitara - Józef Hajdasz – instrumenty perkusyjne - Piotr Żyżelewicz – instrumenty perkusyjne - Włodzimierz Nahorny – saksofon - Grzegorz Markowski – śpiew - Michał Urbaniak – skrzypce elektryczne, saksofon, instrumenty klawiszowe - Mika Urbaniak – śpiew - Roman Hofman – wiolonczela - Leszek Możdżer – fortepian - Piotr Reichert – altówka - Marek Bojarski – skrzypce - Piotr Stawski – skrzypce - Andrzej Zieliński – śpiew - Jacek Zieliński – śpiew, skrzypce - Bolec – rap - Norbi – śpiew - Andrzej Karp – gitara - Marcin Wawruk – instrumenty klawiszowe, chórki - Anna Frankowska – chórki - Iwona Zasuwa – chórki - Maleo – śpiew - Wioletta Brzezińska – śpiew - Joszko Broda – drumla | - Tadeusz Szymczak – gitara - Paweł Serafiński – instrumenty klawiszowe - Piotr Pietrzak – instrumenty klawiszowe - Anna Maria Jopek – śpiew - Karolina Gruszka – śpiew - Piotr Urbanek – gitara basowa - Tomasz Bielecki – harmonijka ustna - Jarosław Szlagowski – instrumenty perkusyjne - Artur Dutkiewicz – fortepian - Trio w składzie: - Andrzej Jagodziński – fortepian - Adam Cegielski – kontrabas - Henryk Miśkiewicz – saksofon - Zespół Edytoriał w składzie: - Artur „DJ Ego” Kwiatkowski – gramofony - Michał „Szyha” Krzyszkowski – rap - Przemek „Zeke”/„Pyskaty” Chojnacki – rap - Tomek „Jambet” Grużewski – rap - Zespół Wzgórze Ya-Pa 3 w składzie: - Marcin „DJ Hans” Tofil – gramofony - Michał „Zajka” Łakomiec – rap - Tomek „Borixon” Borycki – rap - Wojtek „Wojtas” Schmidt – rap oraz - Tadeusz Lampka – produkcja - Waldemar Szarek – produkcja - Stanisław Szymański – koproducent - J. Staszewski – projekt graficzny |